# Ame Pal
Ame Pal (tibetisch A-ma-dpal) war der Legende nach ein Krieger und Gründer des Königreichs Mustang. Er gründete 1380 das Königreich, das in der Landessprache, einem tibetischen Dialekt, Lo (Süden) genannt wird. Mustang ist heute ein Teil Nepals.
Der bis 2008 amtierende König Jigme Palbar Bista war sein direkter Nachfahre in 25. Generation.